# Gabaldón
Gabaldón é um município da Espanha, na província de Cuenca, comunidade autônoma de Castela-Mancha. Tem 84,10 km² de área e em 2021 tinha 170 habitantes (densidade: 2 hab./km²). Limita com os municípios de Alarcón, Almodóvar del Pinar, Barchín del Hoyo, Campillo de Altobuey, Motilla del Palancar, Solera de Gabaldón e Valverdejo.